# Bongor
Bongor je grad u Čadu. Nalazi se na istočnoj obali rijeke Logone, na granici Čada i Kameruna. Tijekom kišne sezone, odnosno između svibnja i rujna, Logone je plovna od Bongora do N'Djamene, glavnog grada.
Bongor je sjedište regije Mayo-Kebbi Est i departmana Mayo-Boneye. Važno je prometno čvorište, a ima i značajnu tržnicu. U regiji se proizvode pamuk i riža.
Godine 2010. Bongor je imao 29.200 stanovnika, čime je bio deseti grad po brojnosti u državi.